# Tricoryna chalcoponerae
Tricoryna chalcoponerae is een vliesvleugelig insect uit de familie Eucharitidae. De wetenschappelijke naam is voor het eerst geldig gepubliceerd in 1934 door Brues.